# Wendische Kruistocht
De Wendische Kruistocht (Duits: Wendenkreuzzug) was een militaire campagne in 1147 en was de eerste van de Noordelijke Kruistochten. De kruistocht werd geleid door het Heilige Roomse Rijk en was gericht tegen het Slavische volk van de Wenden.

## Achtergrond
In de tiende eeuw had het Heilige Roomse Rijk de nodige militaire campagnes georganiseerd richting de paganistische Slavische gebieden aan het oosten van hun grens. Er kwam een einde aan deze campagnes met de Slavische Opstand van 983. De Wenden leefden in het gebied tussen de Elbe en de Wisła en waren verwant aan de Polen en de Tsjechen. Ze kenden een sterke mate van centralisatie. De Wendische vorst Hendrik van de Abodriten was katholiek, maar hij werd na zijn dood in 1127 opgevolgd door de vorst Niklot die het christendom afwees en het paganisme omarmde.

## Kruistocht
In 1147 werden de privileges voor het Heilige Land door Koenraad III bij de Rijksdag verstrekt aan de Saksische heersers in een poging om Hendrik de Leeuw aan hem te binden door een zomercampagne tegen de Wenden toe te staan. In Frankfurt am Main verkregen de kruisvaarders die in Oost-Europa zouden gaan vechten de kerkelijke zegening die nodig was voor hun kruistocht. Ondanks dat er in totaal acht bisschoppen aan de kruistocht deelnamen bleef deze grotendeels seculier van aard, maar door de kerkelijke goedkeuring sloten ook de Denen en Polen zich aan bij de Kruistocht.
Met de hulp van de Polen werd er overgegaan tot een tangbeweging van de kruisvaarders richting de Wendische vestingen van Dobin en Demmin, maar de aanvallen op beide plaatsen slaagden niet. Wel gingen ze over tot het belegeren van de christelijke stad Szczecin. Nadat de christelijke status van de stad was bevestigd door vorst Niklot trokken de kruisvaarders zich terug.

## Nasleep
Na de kruistocht zou de bekering van de Wenden doorgaan en dat gebeurde met de nodige brutaliteit. De zoon van vorst Niklot, Pribislav, was een van de bekeerlingen en erfde de landen van zijn vader als christelijke Vorst van Mecklenburg. Hij zou koning Waldemar I van Denemarken in 1168 helpen bij het vernietigen van de paganistische tempels op het eiland Rügen. Pas in 1171 zou er een nieuwe pauselijke bul komen voor het goedkeuren van een kruistocht richting Estland.